# Gerald Sibon
Gerald Sibon (Emmen, 19 april 1974) is een Nederlands voormalig voetballer, die als aanvaller speelde. Als international was hij in 2008 actief voor het Nederlands olympisch voetbalelftal tijdens de Olympische Zomerspelen in Peking.

## Clubcarrière

### FC Twente
Sibon begint zijn carrière bij FC Twente, waar hij ook al in zijn jeugd speelde. Sibon is begonnen met voetballen bij VV Dalen. Hij debuteerde in de Eredivisie op 19 september 1993 als FC Twente het opneemt tegen FC Groningen. Nadat de technische staf van FC Twente zegt liever door te gaan met de spitsen Arnold Bruggink en Rik Platvoet zoekt Sibon zijn heil elders.

### VVV-Venlo
Sibon vertrok naar de Eerste Divisie om daar voor VVV te gaan spelen. In zijn eerste seizoen valt hij meteen op door twintig goals te maken in dertig wedstrijden. Ook in het seizoen daarna, seizoen 1995/1996, scoort hij veel. Hij maakt veertien goals in drieëntwintig wedstrijden. Zijn prestaties bleven niet onopgemerkt bij clubs uit de Eredivisie.

### Roda JC
Sibon vertrok naar Roda JC. Met Roda JC wint Sibon de KNVB beker in 1997. Hij speelde een seizoen bij Roda JC, hij wist in vierendertig wedstrijden dertien keer het net te vinden.

### AFC Ajax
Door zijn goede spel verdiende Sibon een transfer naar Ajax. Bij Ajax lukte Sibon het niet om een vaste basiskracht te worden, maar hij won wel tweemaal de KNVB beker en eenmaal de landstitel in de twee seizoenen die hij bij Ajax verbleef. Sibon werd voornamelijk als invaller gebruikt. Aan het einde van het seizoen 1998/99 vertrok hij daarom ook bij de club uit Amsterdam.

### Sheffield Wednesday
Na zijn vertrek bij Ajax gaat Sibon naar Sheffield Wednesday in Engeland voor een transfersom van 2 miljoen pond. In Sheffield gaat hij samenspelen met Wim Jonk en Gilles de Bilde. In zijn eerste seizoen speelde Sibon in de Premier League, hij speelt achtentwintig wedstrijden en maakt daarin vijf doelpunten. Sibon kon echter degradatie niet voorkomen. Na degradatie speelde hij drie seizoenen in de Engelse 1st Division. Hij verbleef vier seizoenen in Sheffield en speelt daar 112 competitiewedstrijden.

### sc Heerenveen (eerste periode)
Sibon wilde graag terug naar Nederland en sc Heerenveen bood hem, in de winterstop van het seizoen 2002/03, onderdak. In de dertien wedstrijden die hij vervolgens speelde scoorde hij vier keer en maakte een goede indruk. Ook het seizoen daarop was Sibon in goede vorm, hij scoorde vijftien keer in vijfentwintig wedstrijden. Zijn goede spel leidde tot interesse van diverse clubs.

### PSV Eindhoven
Sibon kwam in 2004 naar PSV, terwijl jeugdspeler Klaas-Jan Huntelaar tegelijkertijd van PSV naar Heerenveen vertrok. Sibon moest de concurrentie aan met onder anderen Jan Vennegoor of Hesselink. Sibon speelt twee seizoenen bij PSV, maar is nooit een vaste basisspeler geworden; hij speelde 6 Champions League-wedstrijden met PSV en won twee landstitels en één KNVB beker. In de Eredivisie speelde hij in twee seizoenen maar eenentwintig wedstrijden en wist daarin zes treffers te maken. Al snel bleek dat een vertrek het beste was.

### 1. FC Nürnberg
Na PSV vertrok Sibon transfervrij naar Duitsland, naar 1. FC Nürnberg. Sibon verbleef daar één seizoen. Omdat Angelos Charisteas in het seizoen 2007/08 van Feyenoord naar Nürnberg verhuisde, mocht Sibon daar vertrekken. Bij de Duitse club zat Sibon veelal op de bank. Tijdens dit jaar won hij met 1. FC Nürnberg de DFB-Pokal.

### sc Heerenveen (tweede periode)
In afwachting van een nieuwe club hield Sibon in de zomer van 2007 zijn conditie op peil bij zijn oude club sc Heerenveen. Na enkele weken tekende de spits een contract voor twee jaar, dat hem voor de tweede maal aan de Friezen verbond. Voorafgaand aan het seizoen leek er voor hem enkel een pinchhittersrol weggelegd, maar hij werd tot veler verbazing een zeer belangrijke schakel in het team van Gertjan Verbeek. Sibon scoorde in 38 officiële wedstrijden 20 keer (13 in de competitie, 1 in de KNVB beker, 3 in Europees verband en 3 in de play-offs). Hij behoort daarmee tot de topschutters aller tijden van Heerenveen, met 20 goals of meer in één seizoen (op het hoogste niveau). Enkel Afonso Alves, Jon Dahl Tomasson, Klaas-Jan Huntelaar en Erik Tammer lukte dit ook. In 2009 bezorgde Sibon sc Heerenveen de allereerste beker ooit in de geschiedenis. Hij deed dit door de beslissende 5-4 penalty in het doel achter Sander Boschker te schieten. In het seizoen 2009/10 weet Sibon in totaal 11 keer het doel te treffen, waarvan vijf keer uit een strafschop.

### Melbourne Heart
Op vrijdag 21 mei 2010 werd bekend dat Gerald Sibon nog minimaal een jaar doorgaat met voetballen. De routinier had het aanbod van John van 't Schip geaccepteerd en gaat het avontuur aan in Australië. Hij ging daar voetballen bij een nieuw team, Melbourne Heart. In het seizoen 2010/11 speelde hij daar zevenentwintig wedstrijden, hierin scoorde hij zeven keer.
Begin 2011 maakte Melbourne Heart bekend dat Sibon niet verder kon voetballen bij de club. Coach John van 't Schip wilde Sibon gebruiken als schaduwspits, maar daar was geen budget voor.

### sc Heerenveen (derde periode)
Op 27 juni 2011 werd bekend dat Sibon voor de derde keer in zijn carrière gaat voetballen voor sc Heerenveen. Hij is voor het seizoen 2011/12 aangetrokken, om als pinchitter te fungeren. Gerald Sibon is sinds 19 november 2011 topschutter aller tijden bij sc Heerenveen in de Eredivisie, tot die dag deelde hij deze eer met Afonso Alves. In de wedstrijd tegen Roda JC op 3 februari 2012 maakte hij zijn tweede doelpunt van het seizoen, het bijzondere aan dit doelpunt was dat hij nu tegen alle eredivisieclubs heeft gescoord. Eind maart 2012 maakte hij bekend dat hij stopt met voetballen.
Hij werd daarna voetbalanalist en anno 2016 is hij jeugdtrainer en scout bij sc Heerenveen. In 2014 verscheen een biografie over hem, Sibon, geschreven door Radboud Droog.
In het kader van 60 jaar Eredivisie in 2016, verrichten clubiconen in speelronde 5 de aftrap van de eredivisiewedstrijden. Bij de uitwedstrijd van Heerenveen tegen FC Twente werd Sibon namens de Friezen naar voren geschoven.

## Carrièrestatistieken
| Seizoen | Club                | Competitie     | Duels | Goals |
| ------- | ------------------- | -------------- | ----- | ----- |
| 1993/94 | FC Twente           | Eredivisie     | 3     | 0     |
| 1994/95 | VVV                 | Eerste divisie | 30    | 20    |
| 1995/96 | VVV                 | Eerste divisie | 23    | 14    |
| 1996/97 | Roda JC             | Eredivisie     | 34    | 13    |
| 1997/98 | Ajax                | Eredivisie     | 13    | 2     |
| 1998/99 | Ajax                | Eredivisie     | 11    | 2     |
| 1999/00 | Sheffield Wednesday | Premier League | 28    | 5     |
| 2000/01 | Sheffield Wednesday | First Division | 41    | 13    |
| 2001/02 | Sheffield Wednesday | First Division | 35    | 12    |
| 2002/03 | Sheffield Wednesday | First Division | 25    | 6     |
| 2002/03 | sc Heerenveen       | Eredivisie     | 13    | 4     |
| 2003/04 | sc Heerenveen       | Eredivisie     | 25    | 15    |
| 2004/05 | PSV                 | Eredivisie     | 19    | 6     |
| 2005/06 | PSV                 | Eredivisie     | 2     | 0     |
| 2006/07 | 1. FC Nürnberg      | Bundesliga     | 10    | 0     |
| 2007/08 | sc Heerenveen       | Eredivisie     | 34    | 13    |
| 2008/09 | sc Heerenveen       | Eredivisie     | 25    | 2     |
| 2009/10 | sc Heerenveen       | Eredivisie     | 31    | 11    |
| 2010/11 | Melbourne Heart     | A-League       | 27    | 7     |
| 2011/12 | sc Heerenveen       | Eredivisie     | 13    | 2     |
|         |                     |                | 442   | 147   |
| 2008    | Nederland OS        | Nederland      | 4     | 2     |

## International
International was Sibon nog nooit geweest, toen  Foppe de Haan hem in mei 2008 opnam in de voorselectie van het Olympisch elftal voor de Olympische Spelen in Peking. Sibon was toen 34 jaar. Hij speelde zijn eerste interland voor het Olympisch elftal tijdens een vierlandentoernooi in Zweden, tegen Jong Frankrijk. Jong Oranje verloor met 2-1. Sibon ging daarna ook mee naar de Olympische Spelen, als een van de drie dispensatiespelers. Op de Olympische Spelen loodste hij met een rake vrije trap tegen Amerika (2-2) en een rake strafschop tegen Japan (1-0) Nederland naar de kwartfinale, waar zijn ploeggenoten en hij na verlenging met 2-1 van Argentinië verloren. Sibon was in Peking topscorer van het Nederlands olympisch elftal met twee doelpunten in vier wedstrijden.

## Erelijst
- Nederlandse landskampioenen voetbal: 1998, 2005, 2006
- KNVB Beker: 1997, 1998, 1999, 2005, 2009
- DFB-Pokal: 2007
- Deelname aan de Olympische Spelen: 2008
- 3e plaats topscorerslijst van Nederland 2003/04
- Speler van het jaar (sc Heerenveen): 2010
- Meeste eredivisiedoelpunten (sc Heerenveen): 47